# Center for AI Safety
Le Center for AI Safety (signifiant « Centre pour la sûreté de l'IA »), ou CAIS, est une organisation à but non lucratif basée à San Francisco qui promeut la sécurité dans le développement et le déploiement de l'intelligence artificielle (IA). Les activités de CAIS en sûreté de l'IA incluent de la recherche technique, des plaidoyers et du support pour la croissance de ce champ de recherche,.
En mai 2023, CAIS a publié une déclaration affirmant que l'IA représente un risque d'extinction humaine. Celle-ci a été signée par des chercheurs, personnalités publiques et dirigeants de grandes entreprises du domaine de l'IA,.

## Contexte
En 2023, le 1er sommet mondial sur la sécurité de l’IA (Bletchley Park, Londres, 2023) a été lancé par le gouvernement britannique. 
En 2024, à la suite de ce sommet, un accord entre le gouvernement Biden et le gouvernement de Rishi Sunak, prévoit que la nouvelle Agence britannique AI Safety Institute (qui devrait bénéficier de 100 millions de livres, soit 117 millions d’euros) va coopérer avec les États-Unis, qui annoncent 10 millions de dollars (9,3 millions d’euros) pour l'Agence américaine équivalente (non encore crée). 
L'objectif est d'évaluer le risque posé par les nouveaux modèles d’intelligence artificielle. L'Union européenne a décidé de légiférer en la matière, mais pas le Royaume-Uni.

## Recherche
En 2023, les chercheurs du CAIS ont publié un rapport sur les risques de catastrophe liés à l'IA et les stratégies d'atténuation. Les risques mentionnés incluent entre autres l'automatisation de la guerre, l'ingénierie de pandémies ainsi que les capacités de l'IA pour la tromperie et les cyberattaques,. Un autre travail, mené en collaboration avec des chercheurs de l'université Carnegie Mellon, a décrit un moyen automatisé de contourner les mesures de sécurité des grands modèles de langage, soulignant l'insuffisance des systèmes de sécurité actuels,.

## Activités
D'autres activités du CAIS en sûreté de l'IA incluent la mise à disposition de capacités de calcul, la mise en ligne d'un cours pour débutants intitulé Intro to ML Safety, et l'offre de bourses pour les professeurs de philosophie souhaitant s'attaquer aux problèmes conceptuels.